# النهر الأخضر (نهر كولورادو)
النهر الأخضر ، نهر يقع غرب الولايات المتحدة وهو الرافد الرئيسي لنهر كولورادو، يجري في ثلاثة ولايات أمريكية وايومنغ كولورادو و يوتا، يبلغ طول النهر 1170 ك، يمر في عدد من الأخاديد وفي هضبة كولورادو، المنطقة التي تضم النهر غنية بالنفط والصخر الزيتي والنهر غني بكربونات الصوديوم وخام الـثورونا.